# Santa Tecla (Este)

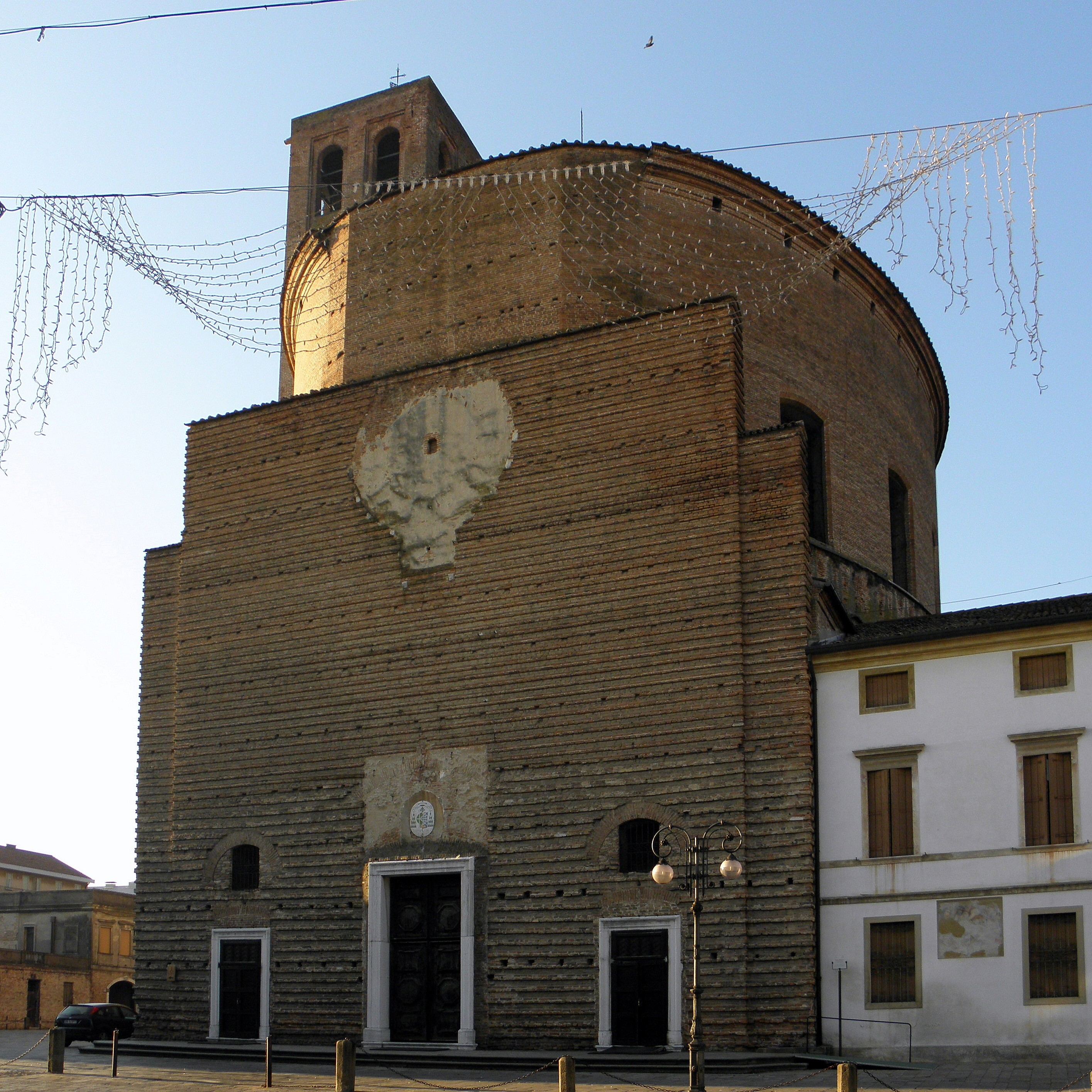
Dom Santa Tecla, Este

Die Kirche Santa Tecla, auch bekannt als Dom Santa Tecla, ist das wichtigste römisch-katholische Gotteshaus in Este, Provinz und Bistum Padua; sie ist auch Sitz der gleichnamigen Pfarrei, die zum Vikariat Este gehört. Kirchenpatronin ist die Heilige Thekla von Ikonium.

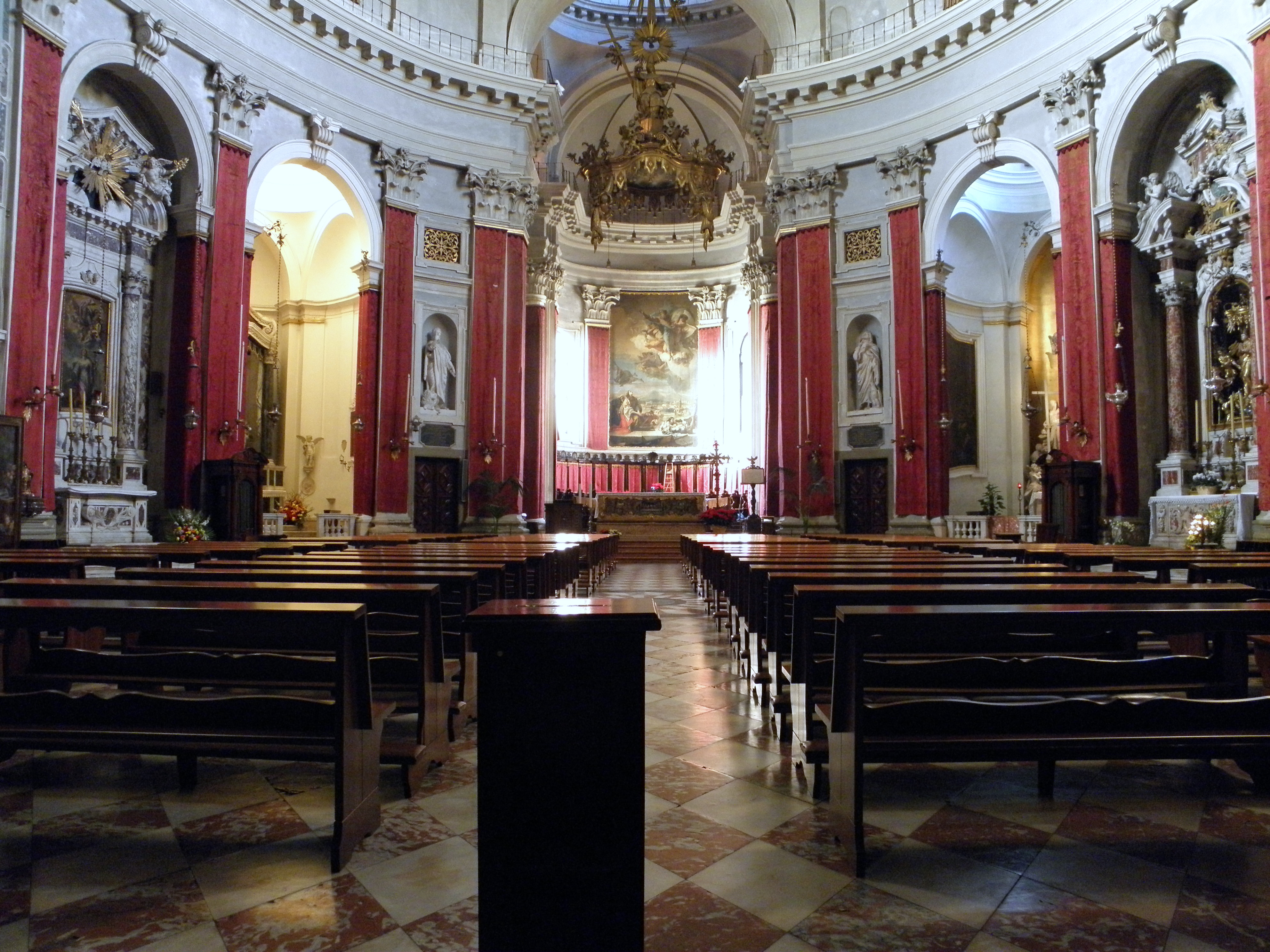
Santa Tecla, Innenraum

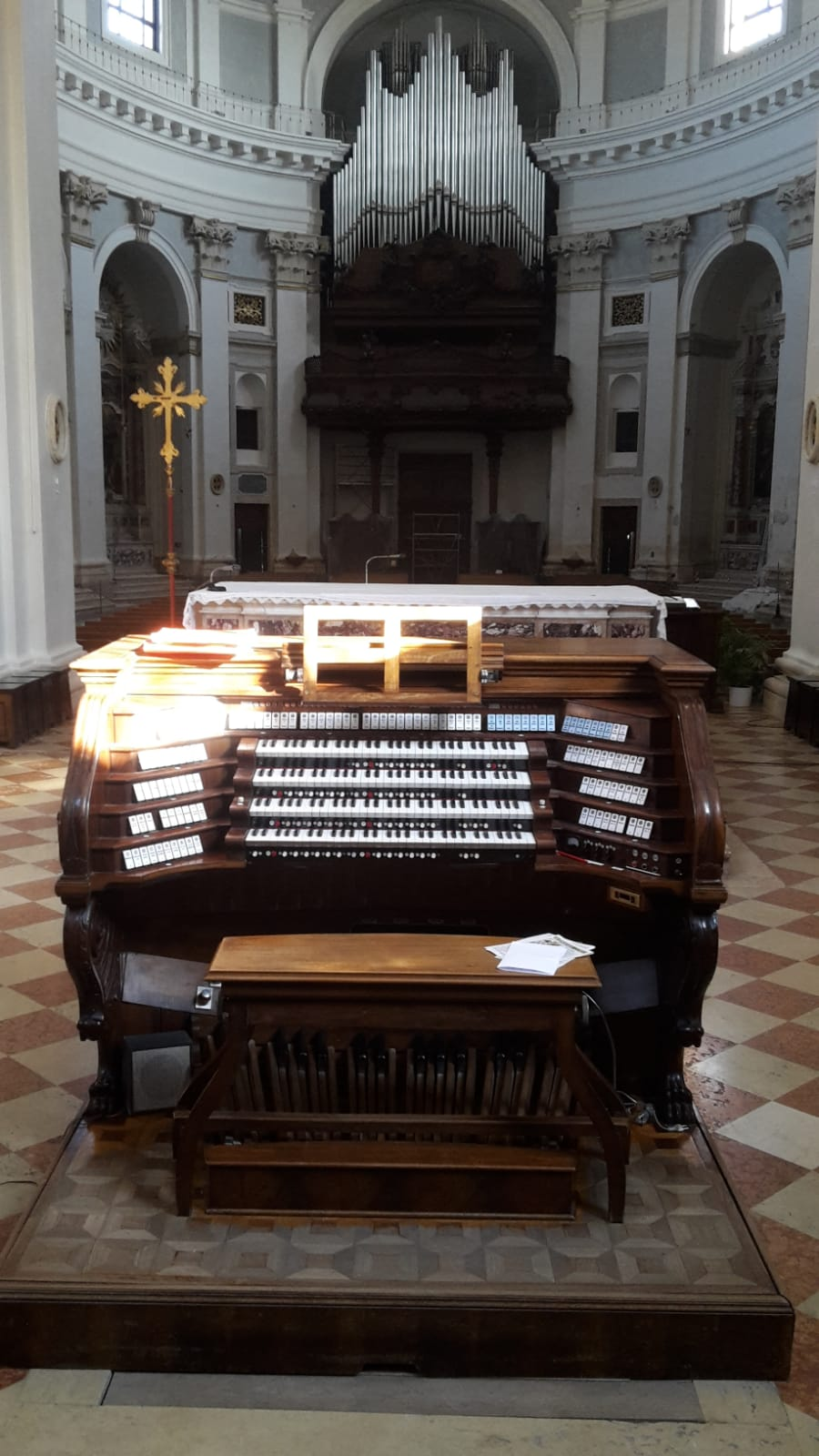
Santa Tecla, Orgel

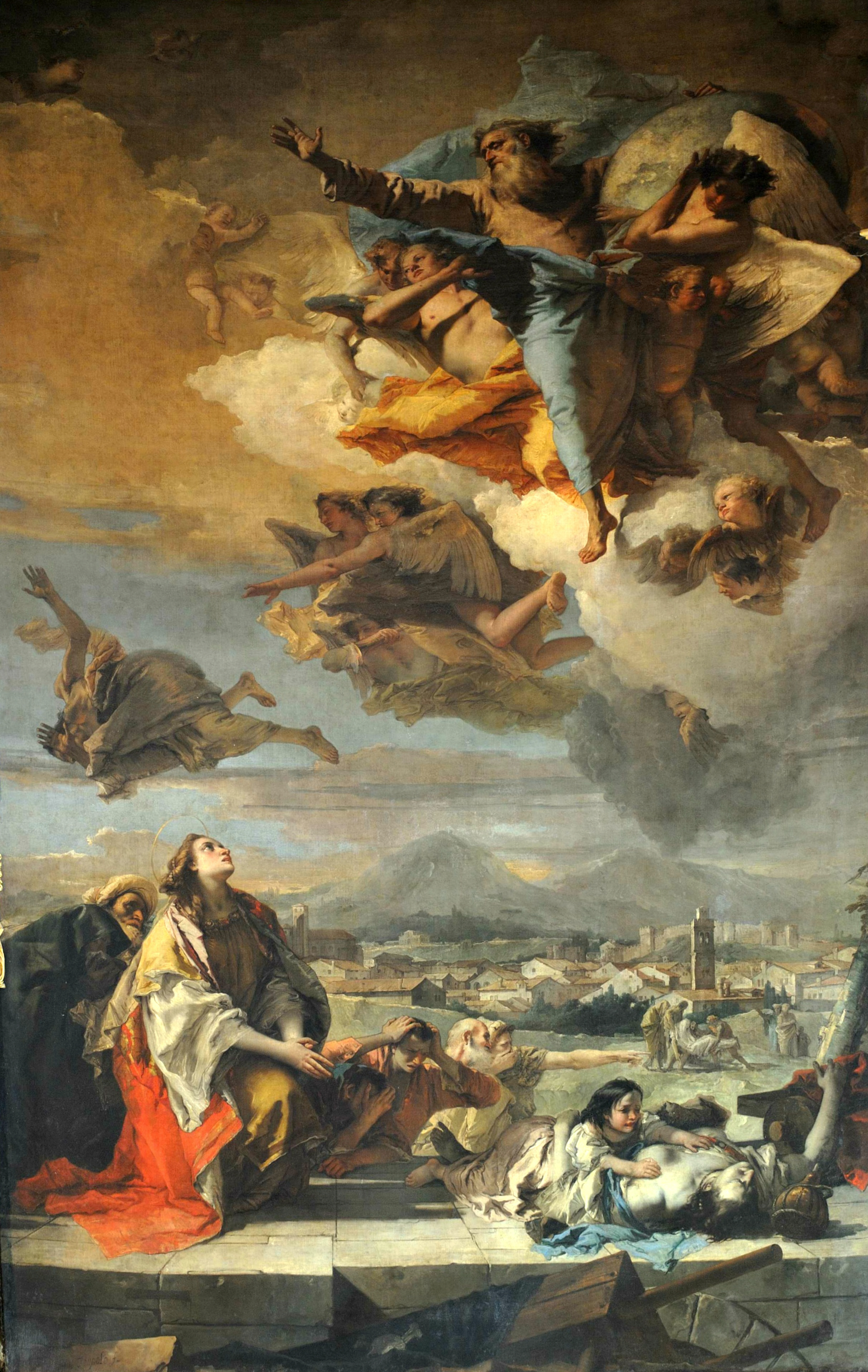
Giambattista Tiepolo, Santa Tecla befreit die Stadt Este von der Pest, Este, Dom Santa Tecla

## Geschichte
Die ältesten Bauteile reichen bis in das 4. und 5. Jahrhundert zurück, als die Kirche auf den Ruinen eines ehemaligen heidnischen Tempels errichtet wurde. Gewidmet war sie der Heiligen Thekla, eine frühchristliche Märtyrerin aus Anatolien. Im Lauf der Zeit erfuhr die Kirche, die im 8. Jahrhundert noch 5 Kirchenschiffe hatte, viel bauliche Veränderungen. Die erste Erwähnung als Pfarrkirche von Este stammt aus dem Jahr 1034. Im Jahr 1052 wurde sie durch Papst Leo IX. neu eingeweiht. Da der Bischof von Padua, Pietro Barozzi, bei der Pastoralvisitation 1489 die Pieve als nicht funktionsfähig einschätzte, fanden in den folgenden Jahren Renovierungen statt. In der ersten Hälfte des 16. Jahrhunderts wurde beschlossen, die Kirche neu zu errichten. Während des umfassenden Umbaus unter Vincenzo Scamozzi von 1583 bis 1592 wurde die Fassade an die Ostseite verlegt. Am 15. April 1688 wurde dieses Kirchengebäude durch ein schweres Erdbeben zerstört.
Die heutige Kirche wurde zwischen 1690 und 1720 nach einem Entwurf von Antonio Gaspari erbaut und 1748 von Bischof Carlo Rezzonico, dem späteren Papst Clemens XIII. geweiht. Zwischen 1724 und 1730 wurde der Glockenturm, der auf dem Sockel des alten, aus dem 8. Jahrhundert stammenden Turms errichtet worden war, erhöht. Im Jahr 1896 erhob Papst Leo XIII. das Erzpriestertum Este in den Rang einer Abteikirche.

## Beschreibung

### Innenraum
Die Kirche in ihrer heutigen Form ist ein Zentralbau über einem elliptischen Grundriss. Im Inneren des Doms findet man eine reiche künstlerische Ausstattung: das Altarbild von Giambattista Tiepolo Heilige Tecla legt Fürsprache beim Ewigen Vater für die Befreiung der Stadt von der Pest von 1630, Öl auf Leinwand von 1759, in der konkaven Apsis, das Altarbild von Antonio Zanchi, die barocke Altarskulptur Triumph des Sakraments von Antonio Corradini. Die Orgel, ein Werk der Orgelbaufirma Fratelli Ruffatti, ist eine der größten in der Region, ausgestattet mit vier Manualen für 65 Register.
Im Mai 1957 wurde der Sarkophag mit den sterblichen Überresten der seligen Beatrice I. d’Este in Anwesenheit Angelo Roncallis, des damaligen Patriarchen von Venedig und späteren Papst Johannes XIII., in den Dom überführt. Dort können sie seitdem einem gläsernen Schrein als Reliquien verehrt werden. Die selige Beatrice gilt neben der heiligen Tekla als zweite Schutzpatronin der Stadt. Der ihr geweihte Altar wird von einem großen Aufsatz aus dem 19. Jahrhundert gekrönt, einem Werk des Malers Michelangelo Grigoletti.
Beatrice I. d’Este

### Glocken
Der Glockenturm beherbergt sieben Glocken, die auf einem Schwung mit einer Gesamtmasse von 6525 kg montiert sind; die sechs großen sind auf die Diatonik von B2 gestimmt und die kleinste ist eine Oktave; alle wurden 1835 von der bischöflichen Gießerei Cavadini in Verona gegossen:
| Glocke | Name         | Schlagton | Durchmesser | Gewicht | Gebrauch                                                           |
| ------ | ------------ | --------- | ----------- | ------- | ------------------------------------------------------------------ |
| I      | Ave Maria    | Si2       | 1500 mm     | 2010 kg | Angelusläuten; auch zur Warnung vor Gefahren und Naturkatastrophen |
| II     | Ora di notte | Do#3      | 1337 mm     | 1410 kg | abendliche Rückkehr in die Stadt und andere Stunden des Tages      |
| III    | del Signore  | Re#3      | 1196 mm     | 1015 kg | wenn Sterbenden das Sterbesakrament (Viaticum) gebracht wurde      |
| IV     | dei Defunti  | Mi3       | 1124 mm     | 0830 kg | Beerdigungen, zusammen mit Glocke V                                |
| V      | dell’Agonia  | Fa#3      | 0998 mm     | 0605 kg | Totenglocke                                                        |
| VI     | dei Canonici | Sol#3     | 0888 mm     | 0415 kg | Rezitation des Stundengebets                                       |
| VII    | della Messa  | Si3       | 0735 mm     | 0240 kg | vor der Heiligen Messe                                             |